# Illinois State Route 60
Die Illinois State Route 60 (kurz IL 60) ist eine State Route im US-Bundesstaat Illinois, die in Ost-West-Süd-Richtung verläuft.
Die State Route beginnt an der Illinois State Route 120 in Volo und endet nach 28 Kilometern in Lake Forest am U.S. Highway 41.

## Verlauf
Nach der Abzweigung von der Illinois State Route 120 verläuft die IL 60 in südöstlicher Richtung. Im Westen von Mundelein trifft die Straße auf die State Routes 83 und 176. Gemeinsam mit der IL 83 bildet die State Route eine Umgehung um die Stadt passiert dabei im Nordosten den Diamond Lake. Im Norden von Vernon Hills trennen sie die beiden Straßen wieder und kurz darauf trifft die IL 60 auf den U.S. Highway 45. Vor der Überquerung des Des Plaines Rivers kreuzt sie die Illinois State Route 21 und im Osten von Mettawa passiert die Straße die Interstate 94, die in diesem Abschnitt den Tri-State Tollway bildet. Nach der Unterquerung der Milwaukee District/North Line trifft die IL 60 auf die State Route 43, bevor sie nach 28 Kilometern am U.S. Highway 41 im Westen von Lake Forest endet.